# Saint Kitts och Nevis i olympiska sommarspelen 2020
Saint Kitts och Nevis deltog med en trupp på två idrottare vid de olympiska sommarspelen 2020 i Tokyo som hölls mellan den 23 juli och 8 augusti 2021 efter att ha blivit framflyttad ett år på grund av coronaviruspandemin. Det var sjunde raka sommar-OS som Saint Kitts och Nevis deltog vid. Ingen av landets deltagare erövrade någon medalj.

## Friidrott
Förkortningar
- Notera– Placeringar avser endast det specifika heatet.
- Q = Tog sig vidare till nästa omgång
- q = Tog sig vidare till nästa omgång som den snabbaste förloraren eller, i teknikgrenarna, genom placering utan att nå kvalgränsen
- i.u. = Omgången fanns inte i grenen
- Bye = Idrottaren behövde inte tävla i omgången

Gång- och löpgrenar
| Idrottare    | Gren            | Inledande omgång | Inledande omgång | Heat     | Heat      | Semifinal        | Semifinal        | Final            | Final            |
| Idrottare    | Gren            | Resultat         | Placering        | Resultat | Placering | Resultat         | Placering        | Resultat         | Placering        |
| ------------ | --------------- | ---------------- | ---------------- | -------- | --------- | ---------------- | ---------------- | ---------------- | ---------------- |
| Jason Rogers | Herrarnas 100 m | Bye              | Bye              | 10,21    | 3 Q       | 10,12            | 6                | Gick inte vidare | Gick inte vidare |
| Amya Clarke  | Damernas 100 m  | 11,67            | 3 Q              | 11,71    | 7         | Gick inte vidare | Gick inte vidare | Gick inte vidare | Gick inte vidare |